# Delias cumanau
Delias cumanau is een vlindersoort uit de familie van de Pieridae (witjes), onderfamilie Pierinae.
Delias cumanau werd in 2006 beschreven door van Mastrigt.